# 幼年時代 (室生犀星)
『幼年時代』（ようねんじだい）は、室生犀星の短編小説。1919年（大正8年）の『中央公論』8月号に発表された室生の処女作である。
幼い頃の犀星自身の体験が描かれた自伝的小説である。